# Billy Bizor
Billy Bizor (* 3. September 1913 in Centerville, Texas; † 4. April 1969 in Houston, Texas) war ein US-amerikanischer Blues-Sänger und Bluesharp-Spieler. Er gilt als Vertreter des Texas Blues und war musikalisch eng mit dem Blues-Sänger Lightnin’ Hopkins verbunden.

## Leben und Musik
Billy Bizor wurde ebenso wie sein angeblicher Cousin Lightnin’ Hopkins in Centerville geboren. Im Gegensatz zu diesem war er jedoch kein professioneller Musiker. Seine frühesten Aufnahmen stammen aus den frühen 1960er Jahren, bei denen er als Begleitmusiker für Hopkins fungierte. Diese Aufnahmen wurden bei Prestige Records für den damals blühenden Folk-Markt produziert. Die sporadische Zusammenarbeit mit Hopkins bescherte Bizor nur bescheidenen Erfolg: So trat er zusammen mit Hopkins in dem Film des Dokumentarfilmers Les Blank The Blues According To Lightning Hopkins auf und nahm im gleichen Zeitraum 1968/69 seine einzigen Solo-Aufnahmen für den in Houston, Texas ansässigen Schallplatten-Produzenten Roy Ames auf. Noch ehe diese Aufnahmen unter dem Titel Blowing my Blues away veröffentlicht wurden, verstarb Bizor an den Folgen von Wassersucht. Bei diesen Sessions wurde Billy Bizor u. a. von Lightnin’ Hopkins, Donald Dunn und Clarence Holliman begleitet.